# 最终幻想III
《最終幻想III》（台港译「太空战士III」）是由史克威爾開發，並於1990年在FC遊戲機平臺發行的電子角色扮演遊戲，遊戲是最終幻想系列的第三部作品。本作是第一部使用職業轉換系統的最終幻想遊戲，也是Final Fantasy系列中第一部在最初版本即取得百萬以上銷量的作品。
故事主角是受光之水晶引導的四個孤兒青年。水晶将自己的力量給了他們，並指示他們恢復世界的平衡。虽然他们不知道水晶话语的含义，但仍然能意识到其重要性，四青年将他们的使命告诉了收养家庭，并动身探索，找回世界的平衡。
游戏于1990年4月27日在日本首發，FC版在日本出貨140萬份。2006年發行任天堂DS重製版，將畫面以3D建模完全重製，該版本也是《最終幻想III》首次推出日文以外版本，而這也是當時唯一尚未在歐美發行過的最終幻想遊戲。任天堂DS版在國際上獲得積極評價，並在全球售出193萬份。
本作還在其他多個系統發行，FC原版的日本Virtual Console服務於2009年7月21日上架，任天堂DS版的iOS移植版於2011年3月24日發售，Android版於2012年3月12日發行，PlayStation Portable版於2012年9月下旬上市（日本以外透過PlayStation Network下載），並在2013年4月於修改自Android系統的Ouya遊戲機販售。

## 遊戲玩法
《最終幻想III》在結合系列前兩作遊戲元素的基礎上加入了新功能。遊戲延續了前兩作的回合制戰鬥系統，但攻擊或治癒時會在目標角色頂部顯示生命值變化，而非前兩作那樣用文字來顯示。和前兩作不同，當預先指定攻擊敵人被殺死後，角色將會自動攻擊其他敵人；然而和續作不同，魔法攻擊不會自動攻擊其他敌人。
繼《最終幻想II》取消經驗值系統後，《最終幻想》的經驗值系統又迴歸《最終幻想III》。遊戲重新使用了首作的職業系統，同時做了一些修改。在首作中，玩家只能在遊戲開始時為角色選定職業，之後的遊戲將不能改變，而《最終幻想III》為系列引入了後來知名的“職業系統”。職業可以改變：在FC原版中，四人開始的職業都為“洋蔥劍士”，並隨著遊戲推進可轉換為各種職業。任何玩家角色都可以轉換為現有職業，並可在不同職業中相互轉換。轉換職業需要耗費“能量值”，和金幣類似，該值會在戰鬥後由全隊獲得。每個職業可裝備的武器、防具飾品與可使用的魔法都不盡相同。角色的職業等級僅會在當前職業下增長。高職業等級可提升角色能力值，並降低將職業轉換回來所需的能量值。
《最終幻想III》是系列第一個使用戰鬥命令的遊戲，特殊命令需要和特定職業配合，如“偷竊”是盜賊職業的特殊命令，“跳躍”是龍騎士職業的特殊命令。特定職業還有生來的非戰鬥能力，如盜賊可以打開需要鑰匙道具才能開啟的門。《最終幻想III》還是系列首個加入召喚功能的遊戲，召喚需要“召喚”技能。

## 设定

### 世界觀
在游戏事件开始的1000年前，一个漂浮在无名星球上空的大陆中，一个技术先进的文明试图利用光之四元素水晶的力量。他们没有意识到，自然的力量是其无法控制的。缺少對立暗之水晶的力量，光之水晶的力量將毀滅世界。光与暗平衡將要被打破之下，获得暗之水晶力量的四战士要重新平衡光之水晶的力量。這几位被称作暗之战士的人成功完成了任务，恢復了世界和平。但是他们的胜利对拯救末日文明来说太晚了，尽管浮空大陆还在，但上面的文明已经沦为毁灭。在这片大陆上，盲人占卜种族古鲁甘和预言者预测这种事最终还会再演。

### 角色

《最终幻想III》重製版四位主人公設計。圖中職業為自由人

《最终幻想III》以偏远村庄乌鲁的四个孤儿为主角。後來從席德口中得知四人實際上並不是浮游大陸的人，且還是船難中少數生存下來的，天生體內富有光之力。在原版游戏中他们的职业是洋葱剑士，在任天堂DS重制版中为自由人。而DS版给他们设定了各自的外表、背景、性格与名称。而在官方漫畫化中四人分別為「烏姆希（ムウチ）」、「道格（ダグ）」、「J·巴伊（J·ボウイ）」、「梅爾菲（メルフィ）」。
- 鲁内斯（Luneth）：象征着「勇气」的光之戰士。乌鲁村长大，好奇心旺盛，情緒豐富，平時樂觀，但卻有很強的正義感的孤儿少年。儘管鲁内斯是一個男性角色，但名字「Luneth」是一個代表拉丁語中的「月亮」。
- 阿尔克（Arc）：象征着「善良」的光之戰士。鲁内斯儿童时最好的伙伴，胆怯但聪明的少年，常被村裡的小孩欺負。比起遊玩更樂愛讀書，知識淵博。名字「Arc」一詞來自拉丁語中的「弓箭」（或古法語）。部分资料译作“阿克”。
- 雷菲娅（Refia）：象征着「慈爱」的光之戰士。在卡茲斯长大的女孩，性格鮮明、活潑。因厌倦铁匠父亲的训练而经常离家出走。名字「Refia」在土耳其語中意謂「崇高」或「上方」。
- 因格斯（Ingus）：象征着「信賴」的光之戰士。薩斯恩王国的王家士兵，与莎拉公主互相爱慕。性格冷靜成熟，士兵們皆知曉他的勇猛。名字「Ingus」是拉脫維亞名「Indriķis」的變化。[19]。

- 撒旦（Xande）：神秘人一名。是玩家在游戏大多数时间中寻找阻止的反派，擁有多名手下，過去曾是魔道師諾亞的弟子之一。但游戏最后显示他是被黑暗之云支配的棋子。名字「Xande」可能是「Xander」的縮短形式，或是來自拉丁、古希臘的「Alexander」，意味著「後衛的男人」。部分游戏卡带译作“赞德”。
- 黑暗之云（Cloud of Darkness）：是一個邪惡殘暴的女邪神，它希望讓世界陷入混亂，並打破光與暗的平衡來讓世界迴歸於無。雖然它最初擊敗了光之戰士們，但多加和烏內將一行復活。最後在暗之戰士的幫助下，四人終於擊敗了黑暗之雲，世界恢復和平。

此外玩家還有其他夥伴和次要人物，如擅長白魔法的薩斯恩公主莎拉·亞爾迪拉（Sara Altney）、飛空艇製造的第一人希德·赫茲（Cid Haze）、喪失記憶的好色劍士德修（Desch）、侍奉水之神殿的巫女艾麗雅·貝努特（Aria Benett）、薩洛尼亞的10歲王子阿魯斯·雷斯德（Allus Restor）、偉大的大魔導師多加（Doga）、夢之世界管理者烏內（Unei）。他們不會成為玩家操作的人物，也不會站在戰鬥行列中，但會隨機在戰鬥時幫助玩家。

### 情節
一場地震打開了浮空大陸上烏魯村附近祭壇的隱藏洞窟，村中長老撫養的四個年輕孤兒受到地震的影響，遇到了光之水晶。晶體將其力量給了他們，並指示他們要去恢復世界的平衡。雖然不明白晶體說的是什麼，但他們仍意識到了其重要性；四人告知了其收養家庭自己的使命，為了維護平衡，他們出發探索外面的世界。
在冒險中他們發現，他們生活的浮動大陸邊界之外，還有更大的世界。在下面的世界中，他們發現了名叫撒旦的法師試圖控制光之水晶，讓世界歸於混亂無序。四戰士最後來到了水晶塔，並發現黑暗之雲才是事件之源。黑暗之雲企圖像千年之前那樣，讓世界歸於虛空。光之勇士來到暗之水晶的區域，解放了被囚禁的黑暗戰士，並戰勝了黑暗之雲，恢復了水晶，維持了世界平衡。DS重製版中增加了一個支線任務。

## 开发
前两作的主要设计人员仍然参与了《最终幻想III》的开发，他们包括：总监与故事作者坂口博信、设计师田中弘道、角色设计天野喜孝、剧本编写寺田宪史，以及作曲植松伸夫。和前两作一样，FC版《最终幻想III》的程序由纳赛尔·吉贝利编写。这是吉贝利最后参与的最终幻想作品。在开发中途，吉贝利因工作签证到期，不得不从日本返回美国加利福尼亚萨克拉门托。其它开发人员带着必要的材料与设备随他到达萨克拉门托，并在此完成制作工作。成品游戏512k的容量是最大的FC游戏之一。和那时许多游戏机角色扮演游戏类似，《最终幻想III》获得高难度的评论。
史克威尔开发发行《最终幻想III》时，正值任天堂发行16位游戏平台超级任天堂——8位机FC游戏机的继任机种。设计师田中弘道称，原版游戏之所以未在日本之外发行，是因为史克威尔正专注于为任天堂新机种开发。
今天我们知道，当有了PlayStation这种平台，便将会有PlayStation 2和更后面的PlayStation 3，当有了Xbox，就会继续有Xbox 360——你能够设想将来会发生什么。但在当时，我们是第一次见到新世代游戏机，将要发生什么真的很难预测。那么在当时，我们必须努力工作来赶上新技术，所以我们没有足够的人力资源负责英文版《最终幻想III》——田中弘道
史克威尔曾计划将游戏在日文以外本地化，但该计划最后废弃了。

## 版本和重制
目前有两种不同的《最终幻想III》版本：仅在日本发售的2D Famicom原版和在全球发售的3D重制版。
| 年份      | 地区                | 操作系统                         | 开发                             | 发行             | 备注                      |
| --------- | ------------------- | -------------------------------- | -------------------------------- | ---------------- | ------------------------- |
| 1990      | 日本                | Family Computer                  | 史克威尔                         | 史克威尔         | 原始版本                  |
| 2006 2007 | 日本 北美 澳洲 欧洲 | 任天堂DS                         | Matrix Software 史克威尔艾尼克斯 | 史克威尔艾尼克斯 | 基于原版的3D重制版        |
| 2009      | 日本                | Wii Virtual Console              |                                  | 史克威尔艾尼克斯 | 原版移植于Virtual Console |
| 2011      | 全球                | iOS                              | 史克威尔                         | 史克威尔艾尼克斯 | 任天堂3D版                |
| 2012      | 全球                | Android                          | Matrix Software 史克威尔艾尼克斯 | 史克威尔艾尼克斯 | 任天堂3D版                |
| 2012      | 日本 北美 PAL       | PlayStation Store可下载的PSP游戏 | Matrix Software 史克威尔艾尼克斯 | 史克威尔艾尼克斯 | 任天堂3D版                |
| 2012      | 全球                | Kindle Fire                      |                                  |                  | 任天堂3D版                |
| 2013      | 全球                | Ouya                             | 史克威尔艾尼克斯                 |                  | 任天堂3D版                |
| 2013      | 全球                | Windows Phone                    |                                  | 史克威尔艾尼克斯 | 任天堂3D版                |
| 2014      | 日本                | Wii U Virtual Console            |                                  | 史克威尔艾尼克斯 | 原版移植于Virtual Console |
| 2014      | 日本                | 任天堂3DS Virtual Console        |                                  | 史克威尔艾尼克斯 | 原版移植于Virtual Console |
| 2014      | 全球                | Microsoft Windows Steam          | 史克威尔艾尼克斯                 | 史克威尔艾尼克斯 | 任天堂3D版                |

### 取消WonderSwan Color重制版
万代在2000年公布了其掌上游戏机系统WonderSwan Color的消息，并立刻和史克威尔就最终幻想前三作的重制达成协议。虽然《最终幻想》和《最终幻想II》在消息公布当年就已发行，但《最终幻想III》从预定2001年晚期发行一再延迟，甚至当万代拿到游戏出版权后还在延迟。最终当《最终幻想IV》在WonderSwan Color发行时，史克威尔开始对《最终幻想III》保持沉默。虽然游戏从未正式宣布取消，但官方网页在2002年随WonderSwan Color平台的结束而下线。
在2007年，田中弘道在采访中解释称，放弃WonderSwan Color重制版是因为FC原版的大小与代码结构难以在WonderSwan Color上重制：
当我们开发FF3时，游戏内容容量实在太大了，把卡带都彻底填满了，而出现新平台时，根本没有足够的可用空间来更新FF3，因为这需要新图形、音乐等其他内容。另一个困难是将全部内容重制需要花费多少的人手。——田中弘道

### 3D重制版

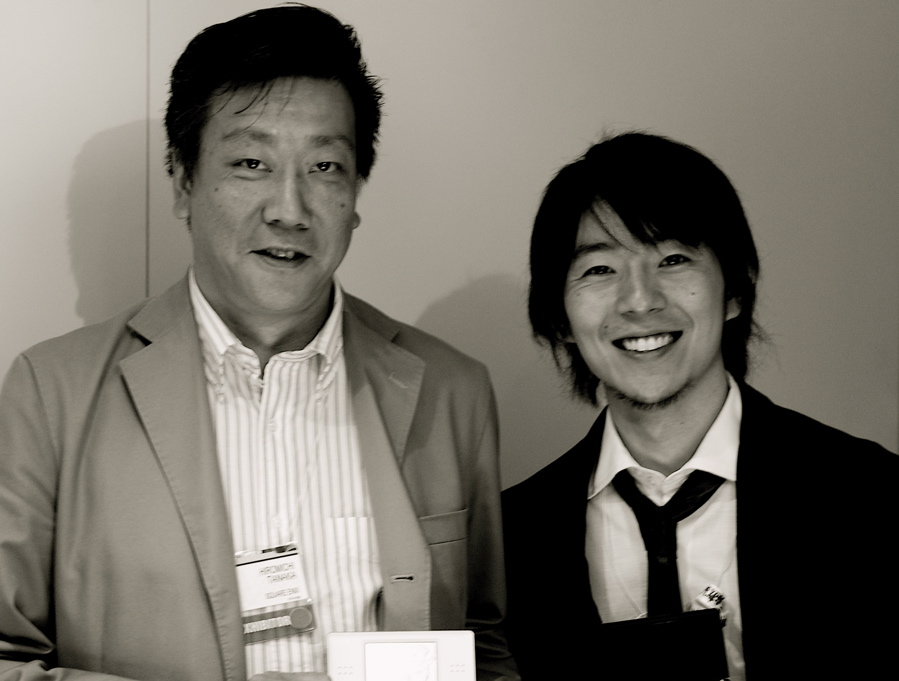
田中弘道与浅野智也

在WonderSwan Color版重制失败，以及2003年史克威尔与前竞争对手艾尼克斯合并为史克威尔艾尼克斯后，公司宣称游戏不会被完全遗忘，并曾考虑像前作那样，在索尼电脑娱乐的PlayStation或任天堂的Game Boy Advance上重制。史克威尔艾尼克斯也考虑在PlayStation 2上重制，但最终接受任天堂将本作开发于其新掌机平台任天堂DS的要求，这一决定后来推动增强了任天堂DS的商业成功。《最终幻想III》重制的消息最早于2004年10月24日公布，但一年来都没有详细消息。项目由担任执行制作人兼总监的田中弘道领导。不同於單純更新圖像的《最終幻想》與《最終幻想II》重製版，這次重製完全使用了任天堂DS的3D功能，因而需要他來指導與監督。除了3D圖形外，遊戲類似於2D PlayStation移植版的《最終幻想》，還加入了全动态影像開場動畫。程序交由Matrix Software開發。

Nintendo DS復刻版封面

重制版由浅野智也制作，史克威尔艾尼克斯和Matrix Software合作开发。相场良佑担任艺术监制，吉田明彦为3D画面重新设计原版角色，并设计了新玩家角色。原来的普通无名的玩家角色换为了更具体的角色，并为其设计了新个性与背景故事，同时为其个性发展加入了新增事件；但是故事主线情节没有明显变化。除了四名主角，其它角色也会像原作般加入队伍。但和前作不同，这些角色可能会在战斗中随机参战。
重制版使用了调整平衡的新设计职业系统，将原来游戏开始的默认职业“洋葱剑士”改为了“自由人”，洋葱剑士改为了隐藏职业。此外游戏加入了新事件，一个新水晶和迷宫，并取消了能量点。和原版游戏不同，大部分的职业仍然对整个游戏有用。终极职业忍者和贤者，以及风水师等较少使用的职业被重新设计，使其像战士那样有相同的能力水平。游戏另外加入了一些职业专用特殊道具，当角色完全掌握了特定职业才能使用。作为能量点的替代，每个角色转职后都会受到临时限制，即几场战斗中内降低角色的能力值。这段时间称为“职业过渡阶段”，时长取决于新旧职业的相似度，以及角色对新职业的精通程度，限制战斗场数为0至10之间。
重制版利用了任天堂DS的Wi-Fi功能，使用类似《最终幻想IX》邮件/莫古系统的方式通信。玩家可在游戏中以使用各种莫古利给其它人寄送电子邮件，也可以像寄送给其他人那样寄给多个游戏角色。一些支线情节需要用这个系统解锁，如寻找洋葱剑士职业。游戏使用了的中断存档功能，可让玩家关闭DS并在开机时继续游戏。但如同原版，迷宫中不能保存永久存档。
iOS上的DS移植版于2011年3月24日在App商店发行。该版本在游戏系统和图像上做了改进，同时也重制了声音。但和其他玩家通信的邮件/莫古系统被移除，洋葱骑士职业需要通过其他方式获得。Android上的DS重制版于2012年6月在Google Play上发行。PlayStation Portable版于2012年9月20日在日本发行，其他区域在随后几天开放下载。2013年4月，史克威尔艾尼克斯Ouya发行了重制版的高清移植版，其也是该系统的首发游戏。2013年12月29日发行了Windows Phone移植版。史克威尔艾尼克斯于2014年5月27日在Steam上发布了移植自任天堂DS的Microsoft Windows高清版。

## 音乐
《最终幻想III》的音乐由系列主要作曲家植松伸夫谱写。游戏中几乎全部音乐的收录于音乐合辑《最终幻想III 原声音乐版》中，专辑由史克威尔/NTT出版于1991年发行，后于1994年和2004年由NTT出版再版。声乐改编专辑《最终幻想III 悠久的风传说》选录了游戏中的音乐，专辑由植松伸夫编曲，Dido配人声。专辑由Data M于1990年发行，并于1994年由Polystar再版。
游戏多个曲目收录于各种最终幻想编曲合辑专辑中，包括《最终幻想声乐合辑I－祈祷－》、《最终幻想声乐合辑II “爱将成长”》，以及前卫金属乐团黑魔导士的第二和第三张专辑中。一些游戏曲目后来重制收录于其他史克威尔作品中，如《陆行鸟赛车》和《陆行鸟不可思议迷宫》中。一些曲目片段至今仍然知名，并在一系列最终幻想管弦音乐会上多次演奏，如《Tour de Japon: Music from Final Fantasy》音乐会系列和《Distant Worlds - Music from Final Fantasy》系列。
任天堂DS重制版配乐由关户刚和河盛庆次编曲，植松伸夫监督。该版本的原声又NTT出版于2006年以《最终幻想III 原声音乐》为题发行，其中收录了改编版曲目以及几个新增曲目。

## 评价
FC版《最终幻想III》被视作当时角色扮演游戏的典型，同时其高难度需要玩家大量练级。在2006年日本游戏杂志《Fami通》举办的史上最佳电子游戏票选中，原版《最终幻想III》排到第8位。截至2003年3月31日，FC版在日本出货量達140万份。
任天堂DS重制版也获得高销量。IGN称“鉴于DS的普及，FFIII的吸引力不足为怪”。DS版在日本首周销量为50万，打破了史克威尔艾尼克斯最初只有35万的预期。截至2007年8月6日，DS版在日本售出99万，在北美售出46万。截至2008年8月8日，DS版在欧洲售出48万。以上數值加總後，DS版全球累計賣出193萬份。
评论大多给DS重制版《最终幻想III》正面评价，游戏在GameRankings的汇总得分为77%。1UP.com称游戏是“专门给RPG爱好者的RPG”，并称虽然职业系统较原作有了重大改进，但总还觉得“非常有限”。然而评论称，重要的是要记住《最终幻想III》对北美玩家是“一部历史片，一个非常成功系列的缺失一角”，并称相比于其它最终幻想游戏，“狂热PRG爱好者”应该更喜欢本作。评论又称其为“迄今最好的掌上PRG游戏之一”。GameSpy主张道，和史克威尔艾尼克斯新游戏相比，对本作的乐趣“完全取决于你对游戏的渴望，以及看来原始枯燥的陈古游戏机制”。评论还称游戏“非常有挑战性”，并补充称，“游戏人渴望如此，但另一些人则会不快于游戏常不友好的本性”。
GameTrailers认为虽然剧情简单且队员普通，但游戏剧本是“一流的”。它补充称，虽然玩家应该想到练一些级是必须的，但游戏中“探险区域大都太小了”。IGN称《最终幻想III》会是那种“让当今主流最终幻想爱好者相当沮丧”的游戏，并称独特的职业系统概念在那时“绝对会让玩家震惊”，但对于今天《最终幻想XII》的许可盘则“简直不能比”。评论还称重制拖慢了游戏，因为战斗本应“不过是几秒中滚过”，但现在“延长到近一分钟”。评论的另一不满时游戏发行到了任天堂DS，称掌机上屏幕在“游戏75%的时间”是不活跃的，就算只显示插画都比这好。但IGN也称游戏的“图形惊人，配乐相当出色”。他们还称从2D到3D的过渡“做得不错”。

## 影響
1991年至1992年，角川書店的FC遊戲雜誌《マル勝ファミコン》連載了衣谷游的漫畫《悠久之風傳說 自最終幻想III》（悠久の風伝説 ファイナルファンタジーIIIより）。漫画改编自寺田宪史的原剧情，讲述了整个游戏中发生的情节。其后来由角川书店发行了三本单行本：《悠久之风传说1》、《2》和《3》。
洋葱剑士和黑暗之云成为了《最终幻想 纷争》中《最终幻想III》的勇者和反派角色，日文版分别由福山润和池田昌子配音，英文版分别由亚伦·史盘和劳拉·贝利配音。角色同样出现在其续作《最终幻想 纷争012》中。
黑暗之云也成为了《最终幻想XIV》中水晶塔故事线的最终boss。

## 外部連結
- 官方网站（日語）
- 官方网站（英文）
- .   [2013-10-31]. （原始内容存档于2008-01-29）.